# De bellis Gothorum
De bellis Gothorum (Despre războaiele goților) este un text latin din secolul al XV-lea. Scris de episcopul catolic croat Nicolae de Modrussa – umanist și reprezentant al papalității în estul Europei –, era menit a fi capodopera sa.
Scrierea reprezintă încercarea autorului de a instrumentaliza istoria goților în contextul politic al vremii sale: în timp ce Imperiul Otoman amenința Europa creștină după Căderea Constantinopolelui și papalitatea încuraja împotrivirea creștinătății, Nicolae de Modrussa sugera că popoarele ilirice, formal vasale ale Regatului Ungariei și angajate în conflicte limitrofe cu otomanii, puteau reprezenta un bastion împotriva turcilor, la fel cum goții antichității târzii – strămoșii presupuși ai iliricilor, idealizați de autor drept egali ca nivel de civilizație cu romanii – ajutaseră Imperiul Roman în lupta împotriva barbarilor.
Textul conține informații relative la istoria Țării Românești și la Vlad Țepeș, pe care, ca legat papal la Buda, autorul l-a cunoscut personal. Valahii sunt prezentați într-o lumină negativă, drept un popor perfid, a cărui loialitate pendulează în permanență între turci și unguri. Autorul descrie în detaliu faptele sângeroase ale conducătorului lor. Această portretizare, care nu cadrează cu o operă istorică despre antichitate, face parte din argumentația mai largă a autorului, fiind un atac subsversiv al ideii de romanitas ca realizare a conceptului de măreție culturală. Ungurii sunt prezentați, la fel, negativ, drept urmașii barbarilor huni izgoniți în cele din urmă de ostrogoți – astfel fiind atacată suveranitatea regatului lor asupra popoarelor ilirice.
S-au păstrat două manuscrise: o variantă finală incompletă, din 1474, aflată în Biblioteca dell’Accademia Nazionale dei Lincei e Corsiniana din Roma (cota: Corsin. 43.E.3 (127)) și folosită de Giovanni Mercati la începutul secolului al XIX-lea, și o altă variantă incompletă redactată anterior, în 1473, aflată în Bibliotheca Apostolica Vaticana (cotă: MSS Vat. lat. 6029).